# Montagnes de la Sparouine
Les montagnes de la Sparouine sont des collines granitiques du massif central guyanais (aussi appelé Bande médiane), situées dans le département français de la Guyane.
Le point culminant de ces collines s'élève à 553 m d'altitude.